# William Abikoff
William Abikoff (* 18. August 1944 in New York City) ist ein US-amerikanischer Mathematiker, der sich mit komplexer Analysis und hyperbolischer Geometrie befasst.
Abikoff studierte am Polytechnic Institute of Brooklyn (jetzt New York University) Elektrotechnik mit dem Bachelor-Abschluss 1965 und dem Master-Abschluss 1966 und wurde 1971 in Mathematik bei Georges Gustave Weill  promoviert (The limit sets of Kleinian and Reflection Groups).  1965 bis 1970 war er an den Bell Laboratories. Danach war er Instructor und ab 1972 Assistant Professor an der Columbia University, ab 1975 an der University of Illinois und ab 1981 Professor an der University of Connecticut.
1971/72 war er am Mittag-Leffler-Institut, 1976/77 am IHES und 1989 am Institute for Advanced Study. 1996/97 war er Lady Day Gastprofessor am Technion, 1976 an der Universität Paris-Süd, 1977 in Florenz und 1976 in Perugia.
Er befasst sich mit Riemannschen Flächen, Kleinschen Gruppen und Teichmüller-Theorie sowie Visualisierung geometrischer Strukturen.
2012 wurde er Fellow der American Mathematical Society. 1975 bis 1977 war er Sloan Research Fellow.

## Schriften
- Topics in the real analytic theory of Teichmuller spaces, Springer Verlag, Lecture Notes in Mathematics 820, 1980, 1990
- mit G. Cornell: The Basic ADAM, Wiley 1984.
- mit G. Cornell: The Basic Apple IIc, Wiley 1985
- Herausgeber mit Joan Birman, K. Kuiken: The Mathematical Legacy of Wilhelm Magnus - Groups, Geometry and Special Functions, Contemporary Math. 169, American Mathematical Society 1994
- Herausgeber mit A. Haas: In the Tradition of Ahlfors and Bers, III, Contemporary Math. 355, American Mathematical Society, 2004
- Moduli of Riemann surfaces, in A Crash Course in Kleinian Groups, Springer Lecture Notes in Mathematics, 400, 1974, S. 79–93
- On boundaries of Teichmuller spaces and on Kleinian groups, III, Acta Math. 134, 1975, S. 211–237.
- mit Bernard Maskit: Geometric decompositions of Kleinian groups, American Journal of Mathematics, Band 99, 1977, S. 687–697.
- Degenerating families of Riemann surfaces, Annals of Mathematics, Band 105, 1977, 29–45.
- The uniformization theorem, American Mathematical Monthly, Band 38, 1981, S. 574–592
- Oswald Teichmüller -The man and his work, Math. Intelligencer 8, 1986,  S. 8–16, 33
- Kleinian groups, geometrically finite and geometrically perverse, Contemporary Math. 74, 1988, S. 1–50.